# Farah Zeynep Abdullah
Farah Zeynep Abdullah (ur. 17 sierpnia 1989) – turecka aktorka i piosenkarka.

## Życiorys
Urodziła się 17 sierpnia 1989 roku w Beşiktaş, jednej z dzielnic Stambułu. Jej matka ma korzenie macedońskie, tureckie i bośniackie, natomiast ojciec ma pochodzenie turkmeńsko irackie i ze względu na wojnę w młodym wieku emigrował do Turcji. Farah ma dwóch braci. Po ukończeniu szkoły Lycée français Saint-Michel w Stambule przeprowadziła się wraz z rodziną do Londynu.
Gdy studiowała na Uniwersytecie w Kent, w 2010 roku otrzymała propozycję zagrania w serialu Öyle Bir Geçer Zaman ki. Dzięki temu otrzymała nagrodę dla najlepszej aktorki drugoplanowej na Antalya Television Awards w 2011 roku.
W 2013 roku po raz pierwszy zagrała w filmie Sen motyla, który miał szansę być nominowany do Oscara. Za tę rolę otrzymała wiele nagród dla najlepszej aktorki drugoplanowej, między innymi Sadri Alışık Cinema and Theatre Awards.
Wystąpiła również w serialach Imperium miłości i Wspaniałe stulecie: Sułtanka Kosem. Otrzymała dużo nagród dla najlepszej aktorki za rolę w filmie Unutursam Fısılda.
Od 2014 roku również śpiewa, a do jej najbardziej znanych piosenek należy Gel Ya Da Git.

## Filmografia
| Seriale   | Seriale                            | Seriale                      |
| Rok       | Tytuł                              | Rola                         |
| --------- | ---------------------------------- | ---------------------------- |
| 2010–2012 | Öyle Bir Geçer Zaman Ki            | Aylin Akarsu Talaşoğlu       |
| 2014      | Imperium miłości                   | Şura (Alexandra Verjenskaya) |
| 2016–2017 | Wspaniałe stulecie: Sułtanka Kösem | Farya Bethlen                |
| 2018      | Gülizar                            | Gülizar                      |
| 2020-2021 | Masumlar Apartmanı                 | İnci                         |
| Filmy     |                                    |                              |
| Rok       | Tytuł                              | Rola                         |
| 2013      | Sen motyla                         | Mediha Sessiz                |
| 2014      | Bir Küçük Eylül Meselesi           | Eylül                        |
| 2014      | Unutursam Fısılda                  | Hatice/Ayperi                |
| 2015      | Barbie: Rockowa księżniczka        | Księżniczka Courtney (głos)  |
| 2016      | Ekşi Elmalar                       | Muazzez                      |
| 2018      | Arif V 216                         | Ajda Pekkan                  |
| 2018      | Bizim İçin Şampiyon                | Begüm Atman Karataş          |
| 2020      | Dumlupinar: Vatan Sagolsun         |                              |